# Franz von Hörauf

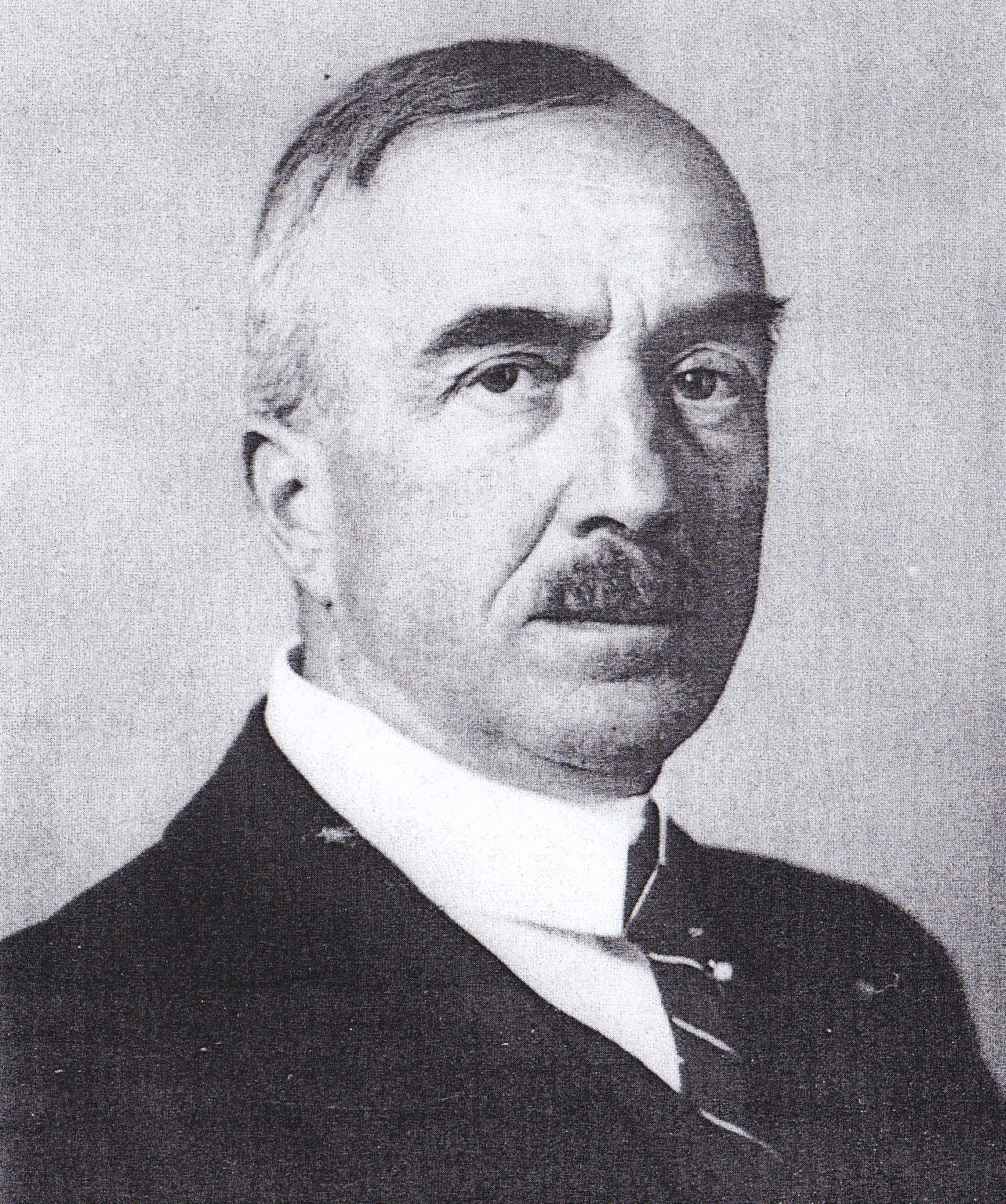
Franz Ritter von Hörauf (um 1928).

Franz Hörauf, ab 1916 Ritter von Hörauf, (* 16. Juli 1878 in Landau in der Pfalz; † 8. Dezember 1957 in München) war ein deutscher Offizier, paramilitärischer Aktivist und Politiker. Hörauf war u. a. hochrangiger Funktionär der Sturmabteilung (SA) und Generalmajor im Zweiten Weltkrieg.

## Leben und Tätigkeit

### Frühes Leben und Erster Weltkrieg
Hörauf war ein Sohn des Kaserneninspektors Ferdinand Hörauf und dessen Ehefrau Elise, geborene Buhl. Hörauf verheiratete sich 1921 mit Carola Schwarzmaier († 11. Dezember 1943).
Nach dem Abitur, das er 1896 am Wilhelmsgymnasium München erwarb, trat Hörauf am 14. Juli 1896 als Zweijährig-Freiwilliger und Fahnenjunker in das 10. Infanterie-Regiment „König Ludwig“ der Bayerischen Armee in Ingolstadt ein.
Vom 1. März 1897 bis 1. Februar 1898 wurde Hörauf an die Kriegsschule München kommandiert und danach am 6. März 1898 zum Leutnant befördert. Ab 18. Dezember 1905 diente Hörauf als Regimentsadjutant und wurde als solcher am 26. Oktober 1907 Oberleutnant. Vom 1. Oktober 1908 bis 30. September 1911 absolvierte Hörauf die Kriegsakademie, die ihm die Qualifikation für den Generalstab aussprach. In der Folge gehörte er ab 26. August 1912 den Stäben der 6. Kavallerie-, der 6. Feldartillerie-Brigade sowie der 6. Division an, bevor er am 1. Oktober 1912 in die Zentralstelle des Generalstabes versetzt wurde. Dort erfolgte auch die Beförderung zum Hauptmann am 28. Oktober 1912. Ab 1. April 1913 kehrte Hörauf an die Kriegsakademie zurück und lehrte hier bis zur Schließung des Instituts Taktik.
Zu Beginn des Ersten Weltkrieges wurde Hörauf Generalstabsoffizier beim III. Armee-Korps, mit dem er in Lothringen und in Frankreich im Einsatz war. Von dort erfolgte am 21. Mai 1915 die Versetzung in den Generalstab des Alpenkorps. Im Anschluss war Hörauf ab 21. Juli 1916 Erster Generalstabsoffizier der 12. Division. Für seine Leistungen während des Feldzuges gegen Rumänien wurde Hörauf am 11. November 1916 mit dem Ritterkreuz des Militär-Max-Joseph-Ordens beliehen. Damit verbunden war die Erhebung in den persönlichen Adel und er durfte sich nach Eintragung in die Adelsmatrikel „Ritter von Hörauf“ nennen.
Als Major (seit 17. Januar 1917) kommandierte man ihn im Dezember 1917 zur Heeresgruppe „Kronprinz Rupprecht“, bevor er ab 30. Januar 1918 die Stelle als Ia des I. Reserve-Korps antrat.

### Weimarer Republik und NS-Zeit
Nach Kriegsende wurde er am 24. Dezember 1918 kurzzeitig zur 1. Division versetzt, ehe er sich ab 11. März dem Freikorps Epp anschloss. Anschließend wurde er in die Vorläufige Reichswehr übernommen und diente dort zunächst als Ia im Stab der Reichswehr-Brigade 21, dann ab 1. Oktober 1920 in selber Funktion beim Stab des Infanterieführers VII. Am 2. Juni 1921 beauftragte man Hörauf mit der Führung des I. Bataillons des 21. (Bayerisches) Infanterie-Regiments, beförderte ihn am 1. Juli 1921 zum Oberstleutnant und ernannte ihn schließlich am 1. Oktober 1921 zum Bataillonskommandeur. Vom 1. Oktober 1923 bis 11. Januar 1924 war er Lehrer an der Infanterieschule München, wurde dann zur Verfügung der 7. (Bayerische) Division gestellt und anschließend ab 1. April 1924 in den Stab des Gruppenkommandos 2 versetzt. Ab 1. August 1925 war Hörauf beim Stab des 21. (Bayerisches) Infanterie-Regiment tätig und wurde dort am 1. Februar 1926 zum Oberst befördert.
Am 31. Januar 1928 wurde Hörauf unter gleichzeitiger Verleihung des Charakters als Generalmajor aus dem aktiven Dienst verabschiedet und in den Ruhestand versetzt.

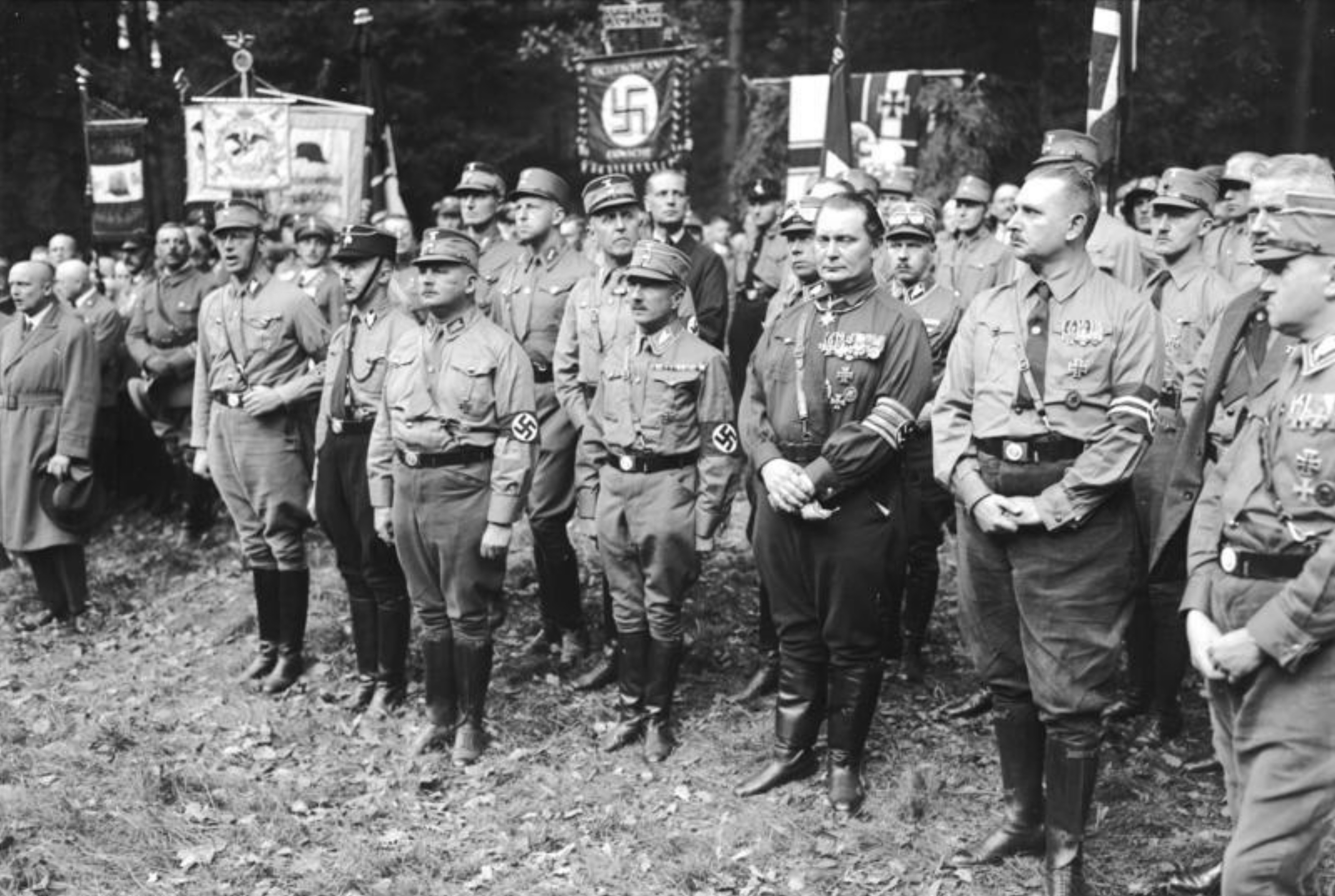
Franz Ritter von Hörauf als Teilnehmer eines Feldgottesdienstes während der Harzburger Tagung (1931), zwischen Ernst Röhm und Hermann Göring.

Zum 1. Dezember 1930 schloss Hörauf sich der NSDAP an (Mitgliedsnummer 374.771) und wurde auch Mitglied der SA. Um 1931 wurde Hörauf zum Leiter der SA-Schulen und Leiter der Abteilung I im Führungsstab berufen. In dieser Funktion gehörte er im Rang eines SA-Gruppenführers der Obersten SA-Führung an. Dort hatte Hörauf, der ein Anhänger Gregor Strassers war, außerdem die Aufgabe, den Stabschef der SA, Ernst Röhm, im Auftrag der Partei zu überwachen. Als alter Monarchist pflegte Hörauf zudem Beziehungen zum ehemaligen Kronprinzen Wilhelm, dem er regelmäßig interne Informationen aus dem Braunen Haus zukommen ließ, so z. B. im Dezember 1932, als er den Kronprinzen über den damals bevorstehenden finanziellen Zusammenbruch der NSDAP informierte.
Vor dem Beginn des Zweiten Weltkriegs stellte man Hörauf ab 26. August 1939 zur Verfügung und ernannte ihn nach der Besetzung von Litzmannstadt zum Stadtkommandanten. 1940 wurde er zum Generalmajor z.V. befördert. Am 31. Januar 1943 folgte seine Versetzung in die Führerreserve und seine Mobilmachungsbestimmung wurde dann am 31. März 1943 aufgehoben.

### Nachkriegszeit
Nach Kriegsende befand Hörauf sich vom 1. September 1945 bis 30. April 1948 in alliierter Internierung. Bis Juni 1947 befand er sich im Internierungslager Dachau, anschließend im Internierungslager Hammelburg.
Durch Spruch der Spruchkammer für das Lager Hammelburg vom 29. April 1948 wurde er im Rahmen der Entnazifizierung zunächst in die Entnazifizierungs-Gruppe III („Minderbelasteter“) eingestuft. Durch einen Spruch der Hauptkammer München, Außenstelle Rosenheim, vom 8. März 1949 wurde er dann nachträglich in die Gruppe IV („Mitläufer“) eingestuft.
Anschließend lebte er unauffällig in München.

## Auszeichnungen
- Eisernes Kreuz (1914) II. und I. Klasse (1915)[8]
- Ritterkreuz des Königlichen Hausordens von Hohenzollern mit Schwertern[8]
- Bayerischer Militärverdienstorden III. Klasse[8]
- Bayerisches Dienstauszeichnungskreuz II. Klasse[8]
- Hessische Tapferkeitsmedaille[8]
- Mecklenburgisches Kriegsverdienstkreuz II. Klasse[8]
- Orden der Eisernen Krone III. Klasse mit der Kriegsdekoration[8]
- Österreichisches Militärverdienstkreuz III. Klasse mit der Kriegsdekoration[8]

## Archivarische Überlieferung
Im Bundesarchiv haben sich im Bestand des ehemaligen Berlin Document Center Personalunterlagen zu Hörauf erhalten. Im Staatsarchiv München befindet sich wiederum eine dünne Spruchkammerakte zu Hörauf aus der Nachkriegszeit, die u. a. eine Abschrift der Klageschrift der Lagerspruchkammer Hammelburg gegen Hörauf enthält (Spruchkammerakten Karton 2163, darin Blattsammlung „Hörauf, Franz Ritter von“). Im Staatsarchiv Würzburg finden sich weitere Unterlagen zu seiner Interniertenzeit.